# Russische Leichtathletik-Meisterschaften 2019
Die Russischen Leichtathletik-Meisterschaften 2019 fanden vom 24. bis zum 27. Juli im Stadion Olimpijski in Tscheboksary statt. Die Wettbewerbe wurden als 100. Russische Meisterschaften ausgeschrieben, bei der Zählung sind 9 Veranstaltungen zu Zeiten des Kaiserreiches (1908–1916), 63 Austragungen in der sowjetischen Ära (1920–1991) und 28 russische Meisterschaften (1992–2019) berücksichtigt.

## Medaillengewinner

### Männer
| Disziplin                     | Gold                                                                                   | Leistung     | Silber                                                                              | Leistung     | Bronze                                                                            | Leistung     |
| ----------------------------- | -------------------------------------------------------------------------------------- | ------------ | ----------------------------------------------------------------------------------- | ------------ | --------------------------------------------------------------------------------- | ------------ |
| 100 m (Wind: −0,3 m/s)        | Ruschan Abdulkaderow                                                                   | 10,44 s      | Alexei Laptew                                                                       | 10,54 s      | Alexei Ussow                                                                      | 10,56 s      |
| 200 m (Wind: +1,2 m/s)        | Andrei Lukin                                                                           | 20,57 s      | Ilfat Sadejew                                                                       | 20,83 s      | Anton Nowikow                                                                     | 20,88 s      |
| 400 m                         | Alexander Bujanowski                                                                   | 45,98 s      | Artjom Araslanow                                                                    | 46,39 s      | Michail Filatow                                                                   | 46,44 s      |
| 800 m                         | Konstantin Cholmogorow                                                                 | 1:46,51 min  | Konstantin Tolokonnikow                                                             | 1:48,42 min  | Nikolai Werbizki                                                                  | 1:48,67 min  |
| 1500 m                        | Walentin Smirnow                                                                       | 3:41,80 min  | Konstantin Plochotnikow                                                             | 3:41,86 min  | Maxim Alexandrow                                                                  | 3:42,95 min  |
| 5000 m                        | Wladimir Nikitin                                                                       | 13:22,72 min | Jewgeni Rybakow                                                                     | 13:25,12 min | Anatoli Rybakow                                                                   | 13:26,35 min |
| 10.000 m                      | Jewgeni Rybakow                                                                        | 28:18,90 min | Anatoli Rybakow                                                                     | 28:18,91 min | Wjatscheslaw Schalamow                                                            | 29:04,58 min |
| 110 m Hürden (Wind: −1,0 m/s) | Konstantin Schabanow                                                                   | 13,67 s      | Artem Makarenko                                                                     | 13,73 s      | Filipp Schabanow                                                                  | 13,88 s      |
| 400 m Hürden                  | Alexander Skorobogatko                                                                 | 49,83 s      | Denis Kudrjawzew                                                                    | 49,96 s      | Timofei Tschaly                                                                   | 50,25 s      |
| 3000 m Hindernis              | Konstantin Plochotnikow                                                                | 8:29,85 min  | Maxim Jakuschew                                                                     | 8:33,52 min  | Juri Klopzow                                                                      | 8:34,32 min  |
| 4 × 100 m Staffel             | Region KrasnodarDmitri Chomutow Dmitri Lopin Ruslan Perestjuk Jewgeni Plochoi          | 40,02 s      | Sankt PetersburgIwan Scharow Dmitri Schkuropatow Kirill Tschernuchin Artur Reisbich | 40,37 s      | Oblast WologdaMaxim Nowoslugin Konstantin Petrjaschow Danil Rosljakow Mark Zypkus | 40,39 s      |
| 4 × 400 m Staffel             | Sankt PetersburgMaxim Rafilowitsch Kirill Luschinski Andrei Kucharenko Michail Filatow | 3:07,26 min  | Oblast MoskauLeonid Karassjow Timofei Tschaly Jegor Filippow Jaroslaw Tkalitsch     | 3:08,24 min  | MoskauDmitri Jefimow Nikita Jewsejenkow Anton Nowikow Artjom Araslanow            | 3:08,61 min  |
| Hochsprung                    | Michail Akimenko                                                                       | 2,33 m       | Daniil Zyplakow                                                                     | 2,28 m       | Nikita Anischtschenkow                                                            | 2,24 m       |
| Hochsprung                    | Michail Akimenko                                                                       | 2,33 m       | Daniil Zyplakow                                                                     | 2,28 m       | Ilja Iwanjuk                                                                      | 2,24 m       |
| Hochsprung                    | Michail Akimenko                                                                       | 2,33 m       | Daniil Zyplakow                                                                     | 2,28 m       | Alexander Assanow                                                                 | 2,24 m       |
| Stabhochsprung                | Ilja Mudrow                                                                            | 5,65 m       | Georgi Gorochow                                                                     | 5,55 m       | Dmitri Scheljabin                                                                 | 5,55 m       |
| Weitsprung                    | Artjom Primak                                                                          | 8,01 m       | Pawel Schalin                                                                       | 7,88 m       | Denis Bogdanow                                                                    | 7,87 m       |
| Dreisprung                    | Dmitri Sorokin                                                                         | 17,31 m      | Alexander Jurtschenko                                                               | 16,77 m      | Alexei Fjodorow                                                                   | 16,68 m      |
| Kugelstoßen                   | Alexander Lesnoi                                                                       | 20,56 m      | Konstantin Ljadussow                                                                | 20,02 m      | Maxim Afonin                                                                      | 19,83 m      |
| Diskuswurf                    | Alexei Chudjakow                                                                       | 62,45 m      | Wiktor Butenko                                                                      | 61,42 m      | Gleb Sidortschenko                                                                | 60,57 m      |
| Hammerwurf                    | Jewgeni Korotowskij                                                                    | 77,17 m      | Alexei Sokirskij                                                                    | 75,63 m      | Denis Lukjanow                                                                    | 75,35 m      |
| Speerwurf                     | Dmitri Tarabin                                                                         | 80,49 m      | Nikolai Orlow                                                                       | 77,62 m      | Boris Besdolny                                                                    | 72,82 m      |

### Frauen
| Disziplin                     | Gold                                                                                          | Leistung     | Silber                                                                                            | Leistung     | Bronze                                                                                   | Leistung     |
| ----------------------------- | --------------------------------------------------------------------------------------------- | ------------ | ------------------------------------------------------------------------------------------------- | ------------ | ---------------------------------------------------------------------------------------- | ------------ |
| 100 m (Wind: −0,5 m/s)        | Kristina Siwkowa                                                                              | 11,35 s      | Jelena Tschernjajewa                                                                              | 11,52 s      | Natalja Pogrebnjak                                                                       | 11,55 s      |
| 200 m (Wind: −0,1 m/s)        | Jelena Tschernjajewa                                                                          | 23,16 s      | Natalja Pogrebnjak                                                                                | 23,25 s      | Marina Maximowa                                                                          | 23,44 s      |
| 400 m                         | Antonina Kriwoschapka                                                                         | 51,25 s      | Xenija Aksjonowa                                                                                  | 51,75 s      | Aljona Mamina                                                                            | 52,08 s      |
| 800 m                         | Alexandra Guljajewa                                                                           | 2:00,24 min  | Wera Wassiljewa                                                                                   | 2:02,45 min  | Jekaterina Kupina                                                                        | 2:02,73 min  |
| 1500 m                        | Alexandra Guljajewa                                                                           | 4:04,92 min  | Dina Alexandrowa                                                                                  | 4:07,25 min  | Jekaterina Storoschewa                                                                   | 4:08,35 min  |
| 5000 m                        | Swetlana Aplatschkina                                                                         | 15:22,14 min | Jelena Korobkina                                                                                  | 15:22,17 min | Jelena Sedowa                                                                            | 15:43,27 min |
| 10.000 m                      | Jelena Korobkina                                                                              | 32:16,01 min | Jelena Sedowa                                                                                     | 32:20,45 min | Ljudmila Lebedewa                                                                        | 32:28,45 min |
| 100 m Hürden (Wind: −0,5 m/s) | Anastassija Nikolajewa                                                                        | 13,33 s      | Nina Morosowa                                                                                     | 13,40 s      | Irina Manakowa                                                                           | 13,43 s      |
| 400 m Hürden                  | Wera Rudakowa                                                                                 | 55,57 s      | Walerija Andrejewa                                                                                | 55,91 s      | Anastassija Kibakina                                                                     | 57,29 s      |
| 3000 m Hindernis              | Anna Tropina                                                                                  | 9:31,86 min  | Natalja Koloskowa                                                                                 | 9:38,18 min  | Anna Petrowa                                                                             | 9:47,84 min  |
| 4 × 100 m Staffel             | Sankt PetersburgWera Alymowa Jelena Tschernjajewa Jekaterina Bljoskina Anastassija Grigorjewa | 44,62 s      | Oblast NowosibirskWeronika Petschonkina Jekaterina Tropina Anastassija Bragina Tamara Slastnikowa | 45,64 s      | Oblast PensaAngelina Starodubowa Kristina Choroschewa Walerija Muromskaja Darja Trjalina | 45,76 s      |
| 4 × 400 m Staffel             | Oblast MoskauAnastassija Bednowa Walerija Andrejewa Julija Spiridonowa Aljona Mamina          | 3:30,54 min  | MoskauJekaterina Renschina Irina Kolesnitschenko Jelisaweta Anikijenko Nadeschda Kotljarowa       | 3:31,35 min  | Region PermLilija Gabdullina Wera Rudakowa Jelisaweta Matwejewa Jelena Suikewitsch       | 3:37,16 min  |
| Hochsprung                    | Marija Lassizkene                                                                             | 2,00 m       | Anna Tschitscherowa                                                                               | 1,91 m       | Tatjana Odinjowa                                                                         | 1,91 m       |
| Hochsprung                    | Marija Lassizkene                                                                             | 2,00 m       | Anna Tschitscherowa                                                                               | 1,91 m       | Alexandra Jaryschkina                                                                    | 1,91 m       |
| Stabhochsprung                | Anschelika Sidorowa                                                                           | 4,86 m       | Angelina Schuk-Krasnowa                                                                           | 4,61 m       | Irina Iwanowa                                                                            | 4,56 m       |
| Weitsprung                    | Darja Klischina                                                                               | 6,82 m       | Jelena Sokolowa                                                                                   | 6,70 m       | Polina Lukjanenkowa                                                                      | 6,61 m       |
| Dreisprung                    | Darja Nidbaikina                                                                              | 14,50 m      | Anna Krylowa                                                                                      | 13,89 m      | Natalja Jewdokimowa                                                                      | 13,81 m      |
| Kugelstoßen                   | Aljona Gordejewa                                                                              | 18,25 m      | Anna Awdejewa                                                                                     | 18,05 m      | Jewgenija Solowjowa                                                                      | 17,70 m      |
| Diskuswurf                    | Jekaterina Strokowa                                                                           | 63,06 m      | Natalja Karpowa                                                                                   | 59,68 m      | Jelena Panowa                                                                            | 58,48 m      |
| Hammerwurf                    | Jelisaweta Zarjowa                                                                            | 71,94 m      | Sofja Palkina                                                                                     | 69,33 m      | Aljona Lyssenko                                                                          | 65,09 m      |
| Speerwurf                     | Marija Rybnikowa                                                                              | 58,30 m      | Wera Rebrik                                                                                       | 56,02 m      | Marija Kurbatowa                                                                         | 50,93 m      |